# Чайки (Великопольське воєводство)
Чайкі (пол. Czajki, нім. Kiebitzhof und Mövenhof) — село в Польщі, у гміні Вітково Гнезненського повіту Великопольського воєводства.
Населення — 58 осіб (2011).
У 1975-1998 роках село належало до Конінського воєводства.

## Демографія
Демографічна структура станом на 31 березня 2011 року:
|          | Загалом | Допрацездатний вік | Працездатний вік | Постпрацездатний вік |
| -------- | ------- | ------------------ | ---------------- | -------------------- |
| Чоловіки | 32      | 2                  | 27               | 3                    |
| Жінки    | 26      | 4                  | 19               | 3                    |
| Разом    | 58      | 6                  | 46               | 6                    |